# 十月镇 (梁赞州)
十月镇（羅馬化：Oktyabrʹskiy）是俄罗斯梁赞州的市级镇、该州米哈伊洛夫区第二大聚居地，地处梁赞州西部，位于伏尔加河流域奥卡河一支流普罗尼亚河畔，在区行政中心米哈伊洛夫西、州府梁赞西南方，靠近梁赞州与图拉州、莫斯科州的州界。
该地2022年人口有5,014人；2010年人口6,067；2002年人口6,718；1989年人口8,526。